# Філіпп Круазон
Філі́пп Круазо́н (фр. Philippe Croizon; 1968, Шательро) — французький спортсмен, який, маючи ампутованими всі кінцівки, здійснив рекордні запливи. У 2012 році він символічно пов'язав п'ять континентів, пропливши через протоки, що їх розділяють. За мужність і силу духу у Франції Філіпа називають «залізною людиною».

## Біографія

### Нещасний випадок
5 травня 1994 року, в 26-річному віці, Філіпп Круазон ледь не загинув. Він отримав удар струмом у 20 тис. вольт, коли ремонтував телевізійну антену свого дому. Перший розряд струму викликає зупинку серця, у той час коли другий удар його оживляє. До прибуття рятівників, його дружина Мюріель Марот і син Жеремі Круазон під час цього випадку були безпорадно присутніми. Протягом трьох місяців госпіталізації в інтенсивному і стерильному опіковому центрі, була здійснена ампутація лівої, правої руки та правого стегна. Після цього, через кілька днів, лікарям стає зрозуміло, що неможливо врятувати й ліву ногу. Постраждалий перебуває у відчаї. Так Філіпп Круазон втратив усі свої кінцівки.
Зрештою Круазон прагне відновитися, після більше ніж ста годин анестезії та операцій він зумів успішно рухатися. А також навчитися і знову здійснювати підводне ниряння — займатися його улюбленим спортом. У 2006 році він написав книгу «Я вирішив жити» (фр. J'ai décidé de vivre), яка була написана за допомогою програми розпізнавання мови.

### Переправа черезЛа-Манш
Ще тоді, коли Філіпп Круазон знаходився в лікарні, 1994 року в нього виникла ідея перепливти Ла-Манш. До цієї думки його підштовхнув телерепортаж про жінку-плавця. Круазон чекає 14 років і з 2008 року став присвячувати цьому спортивному виклику весь час. Він тренується протягом двох років у розрахунку більше 35 годин плавання на тиждень і 280 кілометрів у місяць. Він займається у спортивному басейні Шательро, в озері та морі біля Ла-Рошелі з морською жандармерією. Філіпп Круазон екіпірований дорогими протезами, спеціально створеними для нього, карбонатно-титановими ластами, а також комбінезоном для триатлону.
19 серпня 2010 року він здійснює за 12 годин заплив в обидва кінці від Нуармутьє до Порніка. Через місяць, 18 вересня у віці 42 років він перевершує свій подвиг, пропливши між Фолкстоном та мисом Ка Грі-Не за 13 годин і 26 хвилин. Так, подолавши відстань між цими двома пунктами, плавець переплив Ла-Манш. Під час запливу його супроводжували три дельфіни. Філіпп Круазон заявив: «Я роблю це головним чином для мене, а також, щоб установити приклад. Я хочу показати людям, які фізично неповноцінні, що це можливо, що ти можеш завжди боротися».

### «Навколосвітня» подорож
Після Ла-Маншу Філіпп Круазон постави перед собою нову спортивну мету: символічно поєднати континенти планети. Цього він досяг у 2012 році.
Протягом трьох місяців йому вдалося пропливти з Папуа Нової Гвінеї до Індонезії, сполучивши Океанію та Азію, перетнути Червоне море, пов'язавши таким чином Африку та Азію, а також Гібралтарську протоку, що відокремлює Європу від Африки. 18 серпня 2012 року завершив своє «навколосвітнє» плавання, перепливши між американським островом Малий Діомід та його російським близнюком Великий Діомід, тим сами символічно поєднавши Азію та Америку.